# Сатановський Євген Янович
Євген Янович Сатановський (15 червня 1959, Москва, РРФСР, СРСР) — російський сходознавець і економіст, політолог та радіоведучий. Один з провідних російських експертів в області політики Ізраїлю, країн Близького і Середнього Сходу. Президент «Інституту Близького Сходу» (колишній Інститут вивчення Ізраїлю і Близького Сходу). Кандидат економічних наук. Частий співучасник російських політичних тб-шоу, антиукраїнський пропагандист, фігурант бази «Миротворець».
У 2001—2004 роках обіймав посаду президента Російського єврейського конгресу.

## Біографія
Народився 15 червня 1959 року в Москві в єврейській родині.
Закінчив Московський інститут сталі і сплавів в 1980 році. Після закінчення вузу працював інженером Державного інституту з проектування металургійних заводів, робочим заводу «Серп і Молот».
Наприкінці 1980-х років зайнявся бізнесом, став президентом групи компаній «Аріель».
З 1993 року — президент Інституту вивчення Ізраїлю (нині Інститут Близького Сходу).
У 1999 році в Інституті сходознавства РАН захистив дисертацію на здобуття наукового ступеня кандидата економічних наук за темою «Специфіка економічного розвитку ізраїльського суспільства в 90-ті роки».
Викладає геополітику і економіку близькосхідного регіону на кафедрі юдаїки Інституту країн Азії і Африки при Московському державному університеті імені М. В. Ломоносова.
Викладав також в Вищій гуманітарній школі імені С. Дубнова і в Московському державному інституті міжнародних відносин.
Член президентської ради російського «Товариства дружби з арабськими країнами».
Член редакційних рад журналів «Діаспора», «Вісник єврейського університету» і «Східна колекція», академічної ради «Бібліотеки юдаїки».
Був третім президентом Російського єврейського конгресу. До 2012 року — член Наглядової-координаційної ради щоквартального наукового журналу «Держава, релігія, Церква в Росії і за кордоном».
З 2019 року - член Громадської ради при Міністерстві оборони Російської Федерації. Входить до комісії Громадської ради з військового будівництва та наукових досліджень у сфері безпеки. Бере участь як експерт і доповідач у профільних наукових конференціях.
Бере участь у передачах свого друга Володимира Соловйова на радіостанції "Вести FM", де також із понеділка до п'ятниці спільно з Сергієм Корнєєвським вів передачу "Від трьох до п'яти". Учасник російських суспільно-політичних ток-шоу на державних TV-каналах, включно з "Вечір з Володимиром Соловйовим" (з 2015).
Веде власний Telegram-канал під назвою "Армагеддонич", під цією ж назвою виступав на інтернет- і телеканалах "Соловйов Live"
20 жовтня 2023 року був звільнений з посади під час загострення арабсько-ізраїльського конфлікту після того, як назвав прессекретаря МЗС РФ Марію Захарову "антисеміткою й алкоголічкою", а заступника міністра Михайла Богданова звинуватив в отриманні арабських грошей.

## Санкції
За систематичне поширює наративи відповідно до кремлівської пропаганди з метою виправдання дій росії, та політику, що підривають чи загрожують територіальній цілісності, суверенітету та незалежності України  Євген Сатановський доданий до санкціних списків.
6 січня 2023 року доданий до санкційного списку України.
17 березня 2023 року Сатановського внесено до санкційного списку Латвії за "підтримку звірств, скоєних кремлівським режимом", із забороною в'їзду в країну.

## Особисте життя
Дружина Марія, двоє дітей і двоє онуків.

## Висловлювання
Євген Янович неодноразово стверджував, що за терористичними актами 11 вересня в США і «Норд-Ост» стоїтьсаудівський принц.
- Ви вважаєте себе росіянином? - З культурно-цивілізаційної точки зору — безумовно. З етнічної — я російський єврей. Не просто єврей, а саме російський єврей.

## Публікації

### Книги
- Сатановский Е. Я. Экономика Израиля в 90-е годы. — М. : Институт изучения Израиля и Ближнего Востока, 1999. — 218 с. — 800 екз. — ISBN 5-89394-031-8.
- Сатановский Е. Я. Израиль в современной мировой политике: вероятные стратегические противники и стратегические партнеры. — М. : Институт изучения Израиля и Ближнего Востока, 2001. — 162 с. — 800 екз. — ISBN 5-89394-055-5.
- Сатановский Е. Я. Россия и Ближний Восток. Котёл с неприятностями. — М. : Эксмо, 2012. — 384 с. — (Передел мира. 21 век). — 4000 екз. — ISBN 978-5-699-54447-9.
- Сатановский Е. Я. Если б я был русский царь. Советы Президенту. — М. : Эксмо, 2012. — 384 с. — (Передел мира. 21 век). — 3000 екз. — ISBN 978-5-699-56778-2.
- Сатановский Е. Я. Моя жизнь среди евреев. Записки бывшего подпольщика. — М. : Эксмо, 2013. — 448 с. — (Передел мира. 21 век). — 5000 екз. — ISBN 978-5-699-63086-8.
- Сатановский Е. Я. Шла бы ты... Заметки о национальной идее. — М. : Эксмо, 2014. — 512 с. — (Передел мира. 21 век). — 5000 екз. — ISBN 978-5-699-69901-8.
- Сатановский Е. Я. Книга Израиля. Путевые заметки о стране святых, десантников и террористов. — М. : Эксмо, 2015. — 512 с. — (Передел мира. 21 век). — 5000 екз. — ISBN 978-5-699-77155-4.
- Сатановский Е. Я. Жил-был народ... Пособие по выживанию в геноциде. — М. : Эксмо, 2015. — 320 с. — (Передел мира. 21 век). — 3000 екз. — ISBN 978-5-699-82416-8.

### Статті
- Глобализация терроризма и её последствия // Международная жизнь : журнал. — 2001. — Вип. 9—10. — С. 19. — ISSN 0130-9625.[недоступне посилання з травня 2019]
- Большая игра — XXI век // Международная жизнь : журнал. — 2006. — Вип. 3. — С. 15. — ISSN 0130-9625.
- Некоторые силовые центры современного мира: прогноз геополитической ситуации. Россия и мусульманский мир.
- Компромиссы бессмысленны. Россия и мусульманский мир.
- Новый Ближний Восток. Россия и мусульманский мир, 2005. — ISSN 1998—1813.
- Столкновение Ирана с Израилем может обернуться военным конфликтом. Россия и мусульманский мир.
- Большая игра — XXI век. Россия и мусульманский мир.
- Уроки пакистанской демократии. Россия и мусульманский мир.
- Ирак: пять лет войны за нефть и демократию. Россия и мусульманский мир.
- Россия и последствия ускоренной модернизации Ближнего и Среднего Востока. Россия и мусульманский мир.
- Мир на руинах того, что останется..? // «Азия и Африка сегодня» (Москва) : журнал. — 2008. — Вип. 5. — С. 26—27. — ISSN 0321-5075.
- Пять лет войны за нефть и демократию // Международная жизнь : журнал. — 2008. — Вип. 9—10. — С. 3—10. — ISSN 0130-9625.
- Борьба на лоскутном одеяле. Будущее арабского мира определят события в Йемене // Военно-промышленный курьер : еженедельная газета. — 2 сентября 2015. — Вип. 33 (599).
- Eugene Satanovsky. Jewish Politics and Community-Building in the Former Soviet Union // Jewish Political Studies Review. — Vol. 14. — № 1/2. — Spring 2002. — P. 29—45.

### Збірники
- Актуальные проблемы Ближнего Востока. Материалы конференции. М., 1998, ISBN 5-89394-018-0.